# Condado de Woodbury
El condado de Woodbury (en inglés: Woodbury County, Iowa) es un condado localizado en el estado estadounidense de Iowa. Su población estimada en el año 2018 era de 102,539. Su capital es Sioux City.

## Geografía
El condado tiene un área total de 2270 km², de los cuales cual 2260 km² son tierra y 12,4 km² es agua.

### Condados adyacentes
- Condado de Plymouth norte
- Condado de Cherokee noreste
- Condado de Ida este
- Condado de Monona sur
- Condado de Thurston suroeste
- Condado de Dakota oeste
- Condado de Union noroeste

## Demografía
En el 2000 la renta per cápita promedia del condado era de $38 509, y el ingreso promedio para una familia era de $46 499. El ingreso per cápita para el condado era de $18 771. En 2000 los hombres tenían un ingreso per cápita de $31 664 contra $22 599 para las mujeres. Alrededor del 10.30% de la población estaba bajo el umbral de pobreza nacional.
| 1900   | 1910   | 1920   | 1930    | 1940    | 1950    | 1960    | 1970    | 1980    | 1990   | 2000    | Est.2006 | 2010    | Est. 2018 |
| ------ | ------ | ------ | ------- | ------- | ------- | ------- | ------- | ------- | ------ | ------- | -------- | ------- | --------- |
| 54 610 | 67 616 | 92 171 | 101 669 | 103 627 | 103 917 | 107 849 | 103 052 | 100 884 | 98 276 | 103 877 | 102 972  | 102,172 | 102,539   |

## Lugares

### Ciudades y pueblos
| - Anthon - Bronson - Correctionville - Cushing | - Danbury - Hornick - Lawton - Moville | - Oto - Pierson - Salix - Sergeant Bluff | - Sioux City - Sloan - Smithland |

### Comunidades no incorporadas
- Climbing Hill

### Principales carreteras
| - Interestatal 29 - Interestatal 129 - U.S. Highway 20 - U.S. Highway 75 - U.S. Highway 77 | - Carretera de Iowa 12 - Carretera de Iowa 31 - Carretera de Iowa 140 - Carretera de Iowa 141 - Carretera de Iowa 175 |